# Нектар (Алабама)
Нектар (енгл. Nectar) град је у америчкој савезној држави Алабама. По попису становништва из 2010. у њему је живело 345 становника.

## Демографија
Према попису становништва из 2010. у граду је живело 345 становника, што је 27 (7,3%) становника мање него 2000. године.
| Група             | 2000.       | 2010.       |
| Белци             | 359 (96,5%) | 318 (92,2%) |
| Афроамериканци    | 0 (0,0%)    | 7 (2,0%)    |
| Азијати           | 0 (0,0%)    | 2 (0,6%)    |
| Хиспаноамериканци | 10 (2,7%)   | 16 (4,6%)   |
| Укупно            | 372         | 345         |